# Турстенсен, Габриэль
Габриэль Турстенсен (норв. Gabriel Thorstensen; 1 сентября 1888, Ставангер, Ругаланн — 14 июня 1974, Ставангер, Ругаланн) — норвежский гимнаст, чемпион летних Олимпийских игр 1912 года в командном первенстве по произвольной системе.